# 卡耶亞多郡

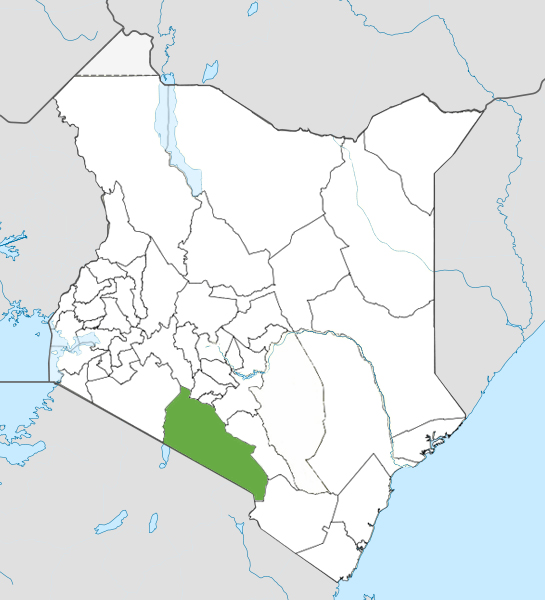

卡耶亞多郡，是肯尼亞的一個郡，位於該國西部，由裂谷省負責管轄，首府設於卡賈多，始建於2013年3月4日，面積21,292.7平方公里，2009年人口687,312，人口密度每平方公里32.28人。